# تپه اسماعیل آباد
تپه اسماعیل‌آباد یا تپه موشه‌لان به [[تاریخ هزاره پنجم پیش از میلاد مسیح مربوط است و در شهرستان قزوین، بخش مرکزی، منطقه نوروزیان واقع شده و این اثر در تاریخ ۱۷ اسفند ۱۳۸۱ با شمارهٔ ثبت ۷۸۶۹ به‌عنوان یکی از آثار ملی ایران به ثبت رسیده است.